# Голос — социальная демократия
«Голос — социальная демократия» («Глас». Г-СД, словац. Hlas – sociálna demokracia, Hlas-SD) — социал-демократическая политическая партия в Словакии. Основана в 2020 году политиками, покинувшими партию «Направление — социальная демократия» (Н-СД), во главе с бывшим премьер-министром Словакии Петером Пеллегрини.
Петер Пеллегрини вступил в Н-СД в 2000 году. По результатам парламентских выборов 2006 года впервые избран депутатом Национального совета Словакии. В 2014 году стал заместителем председателя партии. С 2014 по 2016 год был председателем Национального совета, сменил Павола Пашку, ушедшего в отставку. В марте 2018 года заменил Роберта Фицо на посту премьер-министра на фоне политического кризиса в стране, связанного с убийством журналиста Яна Куцяка и его невесты. 
На парламентских выборах 2020 года Пеллегрини возглавлял партийный список Н-СД. Он набрал на 170 тысяч голосов больше, чем Фицо, и объявил о намерении выдвинуться в председатели Н-СД. 29 июня того же года он объявил о создании новой партии, которая была зарегистрирована Министерством внтуренних дел 11 сентября. Для регистрации ей надо было набрать 10 тысяч подписей к 25 декабря.
У Г-СД было 11 депутатов в Национальном совете, избранных по результатам выборов 2020 года от партии Н-СД. Они числились как внефракционные, потому что в создании фракции было отказано. Сразу после основания социологические опросы показывали поддержку партии на уровне 16%, а в октябре она впервые вышла на первое место электоральных предпочтений в Словакии, сохраняя его в большинстве рейтингов вплоть до января 2023 года.
В октябре 2022 года партия Г-СД стала ассоциированным членом Партии европейских социалистов (ПЕС). Поскольку Н-СД после раскола всё более укреплялась в консервативных, националистических и популистских позициях, Г-СД стала представляться более проевропейской и более соответствующей декларируемым социал-демократическим установкам из двух словацких партий этого направления. Визит Пеллегрини к Олафу Шольцу в марте 2023 года воспринимался как знак того, что предпочтения европейских социал-демократов сдвинулись от Н-СД к Г-СД. 
По результатам парламентских выборов 2023 года Г-СД получила 27 мандатов, а Н-СД — 42. При этом без участия «Гласа» не могла сформироваться ни одна из возможных коалиций: либо во главе с Фицо, либо против него, с либеральными и правоцентристскими силами. 2 октября президент Словакии Зузана Чапутова поручила Роберту Фицо — лидеру Н-СД, набравшей наибольшее число голосов, — формирование новой правительственной коалиции. В коалицию вошли Н-СД, Г-СД и Словацкая национальная партия (SNS). 12 октября президент ПЕС Стефан Лёвен приостановил членство партий Г-СД и Н-СД из-за расхождения с ценностями PES, продемонстрированного лидером партии Н-СД Робертом Фицо, и в результате опасений, возникших после объявления о создании правительственной коалиции между партиями Н-СД, Г-СД и праворадикальной Словацкой национальной партией. 25 октября Петер Пеллегрини избран председателем Национального совета и назначен четвёртый кабинет Фицо.